# Cashtal yn Ard
Cashtal yn Ard (« Château des hauteurs » en mannois) est un site préhistorique de l'île de Man. Administré par le Manx National Heritage, le site, découvert dans les années 1930, se trouve sur une colline près de la rivière de Cornaa, dans la paroisse de Maughold. On peut y accéder par un sentier depuis Glen Mona. Des fouilles importantes y ont eu lieu en 1999.

## Description
Cashtal yn Ard est un cairn de l'époque néolithique, comprenant cinq chambres, long d'une quarantaine de mètres, ce qui en fait l'un des monuments néolithiques les plus vastes des Îles Britanniques. On le date de -2000 environ. Comme les autres cairns de l'île, il avait vocation à servir de tombe à des chefs mannois ainsi qu'à leurs familles. On y a découvert des ossements humains et des éléments de poterie du Néolithique.
Au niveau architectural, on peut le comparer au site d'East Bennan, sur l'île d'Arran (Écosse).